# Různokřídlice
Různokřídlice, někdy též jako šídla, (Anisoptera) jsou jeden ze dvou velkých podřádů vážek. Na celém světě existuje asi 2871 druhů.

## Popis
Oproti vážkám z podřádu stejnokřídlic jsou mnohem větší. Tělo mají daleko mohutnější. Oči mají více u sebe, jsou větší a často se dotýkají. Přední a zadní křídla jsou odlišná, jak ve tvaru, tak i žilnatinou. V klidu nechávají křídla rozevřená. Zadeček mají tlustší.
Nymfy jsou podstatně mohutnější a kratší než nymfy motýlic. Na zadečku nemají přívěsky na rozdíl od motýlic.

## Způsob života
Létají daleko rychleji a vytrvaleji než motýlice, vydrží létat dlouho bez odpočinku.

## Čeledi
Podle
- Aeshnidae – šídlovití
- Austropetaliidae
- Chlorogomphidae
- Cordulegastridae – páskovcovití
- Macromiidae
- Corduliidae – lesklicovití
- Gomphidae – klínatkovití
- Libellulidae – vážkovití
- Neopetaliidae
- Petaluridae
- Synthemistidae